# Дуба Конавоска
Дуба Конавоска је насељено место у саставу општине Конавле, Дубровачко-неретванска жупанија, Република Хрватска.

## Географски положај
Дуба Конавоска се налази у Конавоским брдима, са северозападне стране планине Снијежнице, у непосредној близини границе са Босном и Херцеговином, на самом завршетку локалног пута који води од Звековице према источном делу Конавоских брда.

## Историја
До територијалне реорганизације у Хрватској налазила се у саставу старе општине Дубровник.

## Становништво
На попису становништва 2011. године, Дуба Конавоска је имала 63 становника.
| Број становника по пописима | Број становника по пописима | Број становника по пописима | Број становника по пописима | Број становника по пописима | Број становника по пописима | Број становника по пописима | Број становника по пописима | Број становника по пописима | Број становника по пописима | Број становника по пописима | Број становника по пописима | Број становника по пописима | Број становника по пописима | Број становника по пописима | Број становника по пописима |
| --------------------------- | --------------------------- | --------------------------- | --------------------------- | --------------------------- | --------------------------- | --------------------------- | --------------------------- | --------------------------- | --------------------------- | --------------------------- | --------------------------- | --------------------------- | --------------------------- | --------------------------- | --------------------------- |
| 1857                        | 1869                        | 1880                        | 1890                        | 1900                        | 1910                        | 1921                        | 1931                        | 1948                        | 1953                        | 1961                        | 1971                        | 1981                        | 1991                        | 2001                        | 2011                        |
| 172                         | 171                         | 172                         | 190                         | 216                         | 225                         | 194                         | 179                         | 154                         | 155                         | 138                         | 119                         | 106                         | 100                         | 75                          | 63                          |

Напомена: Од 1857. до 1961. исказивано под именом Дуба. У 1880., 1900., 1910. и 1948. садржи податке за бивше насеље Доње Село, а 1900., 1910. и 1948. за бивше насеље Горње Село.

### Попис1991.
На попису становништва 1991. године, насељено место Дуба Конавоска је имало 100 становника, следећег националног састава:
| Попис 1991.‍ | Попис 1991.‍ | Попис 1991.‍ | Попис 1991.‍ | Попис 1991.‍ |
| ----------- | ----------- | ----------- | ----------- | ----------- |
|             |             |             |             |             |
| Хрвати      | Хрвати      |             | 100         | 100%        |
| укупно: 100 |             |             |             |             |

## Привреда
Привреда је у Дуби Конавоској потпуно неразвијена, а малобројно становништво се бави пољопривредом и сточарством.

## Спорт
- "МНК Дуба" (основан 30. октобра 2010.) који игра у 1. ЖМНЛ Дубровник — Неретва исток;